# La Dame au petit chien (film)
Pour les articles homonymes, voir La Dame au petit chien.
Pour plus de détails, voir Fiche technique et Distribution.
La Dame au petit chien (en russe : Дама с собачкой) est un film soviétique réalisé par Iossif Kheifitz, sorti en 1960 qui fut présenté au festival de Cannes, tiré de la nouvelle homonyme d'Anton Tchekhov.

## Synopsis
Près de la mer Noire, à Yalta, Dimitri rencontre Anna, une femme élégante et triste qui promène son petit chien. Dimitri collectionne les aventures et Anna est mal mariée. Une histoire d'amour commence à naître. À la fin des vacances, Anna rentre chez elle à Saratov et Dimitri à Moscou. Mais ce qui devait être une simple amourette se transforme en véritable amour. Ils se retrouvent et cherchent à ne plus se cacher, ni se mentir.

## Fiche technique
- Titre : La Dame au petit chien
- Titre original : russe : Дама с собачкой
- Réalisation : Iossif Kheifitz
- Scénario : Iossif Kheifitz, d'après la nouvelle d'Anton Tchekhov (1899)
- Musique : Nadedja Simonian
- Photographie : Andreï Moskvine, Dimitri Meskhiev
- Décors : Berta Manevitch, Isaak Kaplan
- Pays d'origine : URSS
- Format : Couleur - 1,37:1 - Mono - 35 mm
- Genre : drame
- Durée : 83 minutes
- Date de sortie : 28 janvier 1960 en  Union soviétique

## Distribution
- Iya Savvina : Anna Sergeïevna
- Alexeï Batalov : Dimitri Gourov
- Nina Alissova : Madame Gourov
- Panteleïmon Krymov : von Didenitz
- Youri Medvedev
- Vladimir Erenberg
- Yakov Goudkine
- Dmitri Zebrov : Frolov
- Maria Safonova : Natacha
- G. Barycheva
- Zinaïda Dorogova
- Kirill Gun
- Mikhaïl Ivanov
- Gueorgui Kourovski
- Svetlana Mazovetskaïa
- Alexandre Orlov
- Pavel Pervouchine
- T. Rozanov
- Lev Stepanov
- Youri Svirine

## Distinctions
Le film a été présenté en sélection officielle en compétition au Festival de Cannes 1960.